# حلبة ديل خاراما

المسار

حلبة ديل خاراما (بالإسبانية: Circuito del Jarama)‏ هي حلبة بطول 3.850 كيلومتر (2.392 ميل) تقع في شمال مدريد في إسبانيا. استضافة جائزة إسبانيا الكبرى للفورمولا 1 تسع مرات من سنة 1968 إلى 1981. استضافت أيضا جائزة إسبانيا الكبرى للدراجات النارية وبطولة العالم لسيارات السياحة.